# Brad (groupe)
Pour les articles homonymes, voir Brad.
Brad est un groupe américain de rock, originaire de Seattle, dans l'État de Washington.

## Historique
Brad est formé en 1992 bien que les membres du groupe jouaient ensemble depuis un bon moment. La composition originale du groupe est la suivante : le guitariste Stone Gossard (Pearl Jam), le chanteur et claviers Shawn Smith (Satchel), le batteur Regan Hagar (Satchel, ex-Malfunkshun) et Jeremy Toback à la basse.
Au printemps 1993 parait le premier album intitulé Shame, qui a été enregistré en 20 jours à peine et dont la plupart des chansons proviennent de bœufs en studio. Malgré la provenance de ses musiciens, Shame ne sonne absolument pas grunge. Il s'agit plutôt d'un mélange de plusieurs styles de rock et dont la voix de Shawn Smith en fait l'originalité. Shame est accueilli de manière mitigée, et se vend modérément.
En 1997, après une pause de quatre années, où chaque musiciens est retourné à son groupe principal, sort le deuxième album intitulé Interiors. L'album a un son plus pop et le single The Day Brings voit la participation de Mike McCready à la guitare solo. Une tournée aux États-Unis, au Canada ainsi que quelques dates en Australie et en Nouvelle-Zélande suivront la sortie de l'album.
En 2002, sortira le troisième album, Welcome to Discovery Park, qui est un mélange de style des deux albums précédents et qui verras la contribution de Mike Berg le bassiste de Satchel en remplacement de Jeremy Toback. En juillet 2005, le groupe sortira un album regroupant des titres inédits de Brad et de Satchel, intitulé Brad vs. Satchel. le prochain album du groupe est déjà enregistré mais sa sortie est repoussée, en attendant le groupe donne quelques concerts avec Kevin Wood, le frère d'Andrew Wood à la 2e guitare
Le 10 août 2010 sort le quatrième album du groupe, Best Friends ? sur le label de Pearl Jam, Monkeywrench Records. En 2011, le groupe annonce sa signature chez Razor & Tie. Le groupe passe des mois en studio pour publier ce qui deviendra l'album United We Stand. L'album est publié le 28 avril 2012, et est suivi par une tournée américaine. Puis ils tournent en Europe en février 2013.

## Membres

### Membres actuels
- Stone Gossard - guitare (depuis 1992)
- Shawn Smith - chant, claviers (depuis 1992)
- Regan Hagar - batterie, percussions (depuis 1992)
- Leith Love - basse (depuis 2008)

### Anciens membres
- Jeremy Toback - basse (1992-1997)
- Mike Berg - basse (depuis 1997-2005)

### Membres additionnels
- James Hall – guitare, claviers (1997)
- Matt Brown – guitare, claviers (1997)
- Elizabeth Pupo-Walker – percussions (2001–2002)
- Thaddeus Turner – guitare, basse (2001–2002)
- Kevin Wood – guitare (2007)
- Happy Chichester - guitare, claviers, chœurs (depuis 2010)

## Discographie
- 1993 : Shame
- 1997 : Interiors
- 2002 : Welcome to Discovery Park
- 2005 : Brad vs. Satchel (compilation d'inédits des deux groupes)
- 2010 : Best Friends ?
- 2012 : United We Stand
- 2023 : In The Moment That You're Born